# Dadhapatna
Dadhapatna é uma vila no distrito de Cuttack, no estado indiano de Orissa.

## Demografia
Segundo o censo de 2001, Dadhapatna tinha uma população de 4415 habitantes. Os indivíduos do sexo masculino constituem 53% da população e os do sexo feminino 47%. Dadhapatna tem uma taxa de literacia de 73%, superior à média nacional de 59.5%: a literacia no sexo masculino é de 80% e no sexo feminino é de 64%. Em Dadhapatna, 12% da população está abaixo dos 6 anos de idade.